# Прігор (комуна)
Прігор (рум. Prigor) — комуна у повіті Караш-Северін в Румунії. До складу комуни входять такі села (дані про населення за 2002 рік):
- Борловеній-Векі (560 осіб)
- Борловеній-Ной (507 осіб)
- Петаш (682 особи)
- Прігор (1031 особа)
- Путна (198 осіб)

Комуна розташована на відстані 319 км на захід від Бухареста, 45 км на південний схід від Решиці, 115 км на південний схід від Тімішоари.

## Населення
За даними перепису населення 2002 року у комуні проживали 2978 осіб.
Національний склад населення комуни:
| Національність | Кількість осіб | Відсоток |
| -------------- | -------------- | -------- |
| румуни         | 2899           | 97,3%    |
| цигани         | 72             | 2,4%     |
| угорці         | 2              | 0,1%     |
| чехи           | 2              | 0,1%     |
| українці       | 1              | < 0,1%   |
| німці          | 1              | < 0,1%   |
| серби          | 1              | < 0,1%   |

Рідною мовою назвали:
| Мова       | Кількість осіб | Відсоток |
| ---------- | -------------- | -------- |
| румунська  | 2908           | 97,6%    |
| циганська  | 65             | 2,2%     |
| угорська   | 2              | 0,1%     |
| українська | 1              | < 0,1%   |
| німецька   | 1              | < 0,1%   |
| чеська     | 1              | < 0,1%   |

Склад населення комуни за віросповіданням:
| Релігія            | Кількість осіб | Відсоток |
| ------------------ | -------------- | -------- |
| православні        | 2825           | 94,9%    |
| баптисти           | 141            | 4,7%     |
| римо-католики      | 5              | 0,2%     |
| адвентисти         | 3              | 0,1%     |
| реформати          | 1              | < 0,1%   |
| греко-католики     | 1              | < 0,1%   |
| не вказали релігію | 1              | < 0,1%   |